# Liste der Monuments historiques in Châteauneuf-sur-Cher
Die Liste der Monuments historiques in Châteauneuf-sur-Cher führt die Monuments historiques in der französischen Gemeinde Châteauneuf-sur-Cher auf.

## Liste der Bauwerke
| Bezeichnung                     | Beschreibung                         | Standort | Kennzeichnung | Schutzstatus | Datum | Bild           |
| ------------------------------- | ------------------------------------ | -------- | ------------- | ------------ | ----- | -------------- |
| Schloss                         | Erbaut im 15./16. Jahrhundert        | (Lage)   | PA00096768    | Inscrit      | 1926  | weitere Bilder |
| Ferme de la Maison-Neuve        | Bauernhof, erbaut im 18. Jahrhundert | (Lage)   | PA00096769    | Inscrit      | 1930  |                |
| Basilika Notre-Dame-des-Enfants | Erbaut 1869                          | (Lage)   | PA00096767    | Inscrit      | 1983  | weitere Bilder |

## Liste der Objekte
- Monuments historiques (Objekte) in Châteauneuf-sur-Cher in der Base Palissy des französischen Kultusministeriums